# Time Goes By
Time Goes by is een nummer van de Britse alternatieve rockband Air Traffic uit 2008. Het is de vijfde en laatste single van hun album Fractured Life.
"Time Goes By" gaat over een man wiens relatie net op de klippen is gelopen. Hij kijkt met weemoed terug op de relatie. Het nummer flopte in het Verenigd Koninkrijk, maar werd wel een klein succesje in Vlaanderen. Het haalde de 12e positie in de Vlaamse Tipparade.